# The Endless River
《The Endless River》는 영국 밴드 핑크 플로이드의 15번째 스튜디오 앨범이다. 데이비드 길모어, 마틴 글로버, 앤드류 잭슨과 록시 뮤직 출신의 필 만자네라의 프로듀싱을 거쳐 앨범은 곧 Parlophone를 통해서 2014년 11월 7일에, 영국에서는 Columbia Records를 통해 2014년 11월 10일에 발매될 예정이다. 앨범은 2008년 밴드의 키보디스트이자 창립멤버인 리처드 라이트의 죽음 이후 첫 번째 앨범이며, 밴드의 베이시스트이자 리더였던 로저 워터스가 1985년 탈퇴한 이후 기타리스트인 데이비드 길모어가 리드한 3번째 앨범이다.
라이트에게 바쳐지는 스완 송이라 불리는 The Endless River는 대부분 인스트루멘탈과 환경음악으로 구성되어 있으며, 1993년 밴드의 The Division Bell 세션 당시 쓰여졌지만 발매되지는 않았던 20시간의 분량의 녹음들을 바탕으로 만들어졌다. 앨범은 2013년에서 2014년까지 길모어 개인소유인 보트 위의 녹음실 Astoria에서 대부분 녹음되었으며, 흰 셔츠와 갈색 반바지를 입은 남성이 곤돌라를 저으며 석양을 향해 구름의 바다를 가르는 앨범 커버의 디자인은 Ahmed Emad Eldin이 맡았고, 속지의 디자인은 Stylorouge가 맡았고, 크리에이트브 디자이너는 힙그노시스의 Aubrey Powell이 맡았다.

## 곡 목록
모든 곡은 데이비드 길모어, 닉 메이슨과 릭 라이트에 의해 쓰여졌으며, 가사는 길모어의 아내이자 작가인 폴리 샘슨이 작사했다.
| #   | 제목                               | 작사·작곡              | 재생 시간 |
| --- | ---------------------------------- | ---------------------- | --------- |
| 1.  | 〈"Things Left Unsaid"〉           | 길모어, 라이트         | 4:26      |
| 2.  | 〈"It's What We Do"〉              | 길모어, 라이트         | 6:17      |
| 3.  | 〈"Ebb and Flow"〉                 | 길모어, 라이트         | 1:55      |
| 4.  | 〈"Sum"〉                          | 길모어, 라이트, 메이슨 | 4:48      |
| 5.  | 〈"Skins"〉                        | 길모어, 라이트, 메이슨 | 2:37      |
| 6.  | 〈"Unsung"〉                       | 라이트                 | 1:07      |
| 7.  | 〈"Anisina"〉                      | 길모어                 | 3:16      |
| 8.  | 〈"The Lost Art of Conversation"〉 | 라이트                 | 1:42      |
| 9.  | 〈"On Noodle Street"〉             | 길모어, 라이트         | 1:42      |
| 10. | 〈"Night Light"〉                  | 길모어, 라이트         | 1:42      |
| 11. | 〈"Allons-y (1)"〉                 | 길모어                 | 1:57      |
| 12. | 〈"Autumn '68"〉                   | 라이트                 | 1:35      |
| 13. | 〈"Allons-y (2)"〉                 | 길모어                 | 1:32      |
| 14. | 〈"Talkin' Hawkin'"〉              | 길모어, 라이트         | 3:29      |
| 15. | 〈"Calling"〉                      | 길모어, 앤서니 무어    | 3:37      |
| 16. | 〈"Eyes to Pearls"〉               | 길모어                 | 1:51      |
| 17. | 〈"Surfacing"〉                    | 길모어                 | 2:46      |
| 18. | 〈"Louder than Words"〉            | 길모어, 폴리 샘슨      | 6:36      |

### The Endless River 디럭스 에디션
| #   | 제목                      | 작사·작곡      | 재생 시간 |
| --- | ------------------------- | -------------- | --------- |
| 19. | 〈"TBS9"〉                | 길모어, 라이트 | 2:27      |
| 20. | 〈"TBS14"〉               | 길모어, 라이트 | 4:11      |
| 21. | 〈"Nervana"〉             | 길모어         | 5:32      |
| 22. | 〈"Anisina" (비디오)〉    | 길모어         | 2:49      |
| 23. | 〈"Untitled" (비디오)〉   | 라이트         | 1:22      |
| 24. | 〈"Evrika (A)" (비디오)〉 | 라이트         | 5:58      |
| 25. | 〈"Nervana" (비디오)〉    | 길모어         | 5:32      |
| 26. | 〈"Allons-y" (비디오)〉   | 길모어         | 6:00      |
| 27. | 〈"Evrika (B)" (비디오)〉 | 라이트         | 5:33      |

## 제작진
| 핑크 플로이드 - 데이비드 길모어 – 리드 보컬, 기타 - 닉 메이슨 – 드럼, 퍼커션 - 릭 라이트 – 키보드, 피아노 세션 - Guy Pratt – 베이스 기타 - Durga McBroom – 배킹 보컬 - 루이 클레어 마샬 – 배킹 보컬 - 사라 브라운 – 배킹 보컬 | 프로듀싱 - 데이비드 길모어 – 프로듀서 - 필 만자네라 – 프로듀서 - 마틴 글로버 – 프로듀서 - 앤드류 잭슨 – 음향 엔지니어, 공동 프로듀서 아트워크 디자인 - Aubrey Powell - 크리에이티브 디자이너 - Stylorouge - 속지 디자인 - Ahmed Emad Eldin - 음반 커버 |